# Agnaptus
Agnaptus foi um arquitecto da Grécia antiga mencionado por Pausânias como o construtor de um estoa, ou pórtico, no Altis em Olímpia, que era chamado pelos Eleans de "pórtico de Agnaptus". A altura em que ele viveu é incerta.